# Villa lateralis
Villa lateralis är en tvåvingeart som först beskrevs av Thomas Say 1823.  Villa lateralis ingår i släktet Villa och familjen svävflugor. Inga underarter finns listade i Catalogue of Life.